# Julius Burggraf
Carl Julius Burggraf (* 31. August 1853 in Berlin; † 15. Oktober 1912 in Bremen) war ein deutscher evangelischer Pfarrer und Literaturwissenschaftler.

## Leben und Werk
Burggraf, ein Sohn des Malers Carl Burggraf (1801–1857), studierte zuerst Geschichte und Philologie, dann Evangelische Theologie in Berlin. Anschließend wurde er 1877 Vikar in Heidelsheim. 1879 übernahm er ein Pfarramt in Langenhain im Herzogtum Sachsen-Gotha. 1883 wurde er Pfarrer an der Ansgarii-Kirche in Bremen, seit 1907 als Pastor Primarius. Dort war er aktives Mitglied des Deutschen Protestantenvereins, trat aber 1906 aus.
Während sich andere Vertreter des Bremer kirchlichen Liberalismus wie Albert Kalthoff und Friedrich Steudel radikalisierten und vom Christentum zum Monismus übergingen, war Burggraf in Anknüpfung an Paul de Lagarde und Arthur Bonus darum bemüht, deutschnationale Christen, die sich zunehmend vom Kirchenbesuch abwendeten, zurückzugewinnen durch den geschickten pastoralen Einsatz von christlichen Themen aus der klassischen deutschen Literatur. Er erinnerte an die christlichen Wurzeln ebendieser Kultur. Die „Klassiker“ wie Goethe und Schiller, auch wenn diese sich zu Lebzeiten nicht dezidiert religiös engagiert hatten, sollten „im Kontext kirchlicher Feiern und Rituale zum Sprechen“ kommen. Burggraf brachte seinen Ansatz auf den Punkt mit der Aussage: „Luther und Schiller – zwei so verschiedene Naturen, sind im Plane der Vorsehung ein einziger Gedanke.“ Im Protestantenblatt schrieb Burggraf: „Schiller gehört unbedingt in die Kirche, mit demselben Recht wie ein Luther, ja wie ein Paulus. Wohl ist in Schiller auch Irrtum, Verkehrtes, Vergängliches - in Paulus nicht minder! Aber in den Paulusbriefen ist hohe Offenbarung Gottes - in Schillers Briefen nicht minder!“
Burggraf war Vater von Georg Burggraf (1887–1915), der als Theologiestudent im Ersten Weltkrieg als Kriegsfreiwilliger gefallen ist, und von Waldfried Burggraf, der unter dem Pseudonym Friedrich Forster als prominenter Theatermann des Dritten Reiches bekannt wurde. Durch die geistlich-literarische Tätigkeit des Pfarrers sei dem jüngeren Sohn „der Theaterteufel ins Blut gekommen“, wie der Verfasser vom häufig gespielten Hitler-Stück Alle gegen Einen, Einer für Alle 1938 schrieb.

## Publikationen (Auswahl)
- Die grossen Tage der Reformation (Barmen 1um 1885, 21887, 32018).
- Schillers Frauengestalten (Stuttgart 11897, 21900).
- Schillerpredigten (ohne Jahr) Nachdruck ISBN 978-1-140-35686-8.
- Die Christustendenz in Schillers Natur (Gießen [1909]) Nachdruck ISBN 978-3-111-17719-9.
- Goethepredigten (ohne Jahr) Nachdruck ISBN 978-0-282-18699-9.
- Pamphlet gegen den Bremer Radikalismus: „Was nun?“ (Gießen 1906).

## Herausgeberschaft
- Herausgeber der Bremer Beiträge zum Ausbau und Umbau der Kirche, ab 1909 Jahrbuch für Deutsches Christentum.